# Walter Guernsey Reynolds
Walter Guernsey Reynolds (Tioga, Pennsilvània, 6 de gener de 1873 - Seattle, Washington, 27 de gener de 1953) fou un pianista, compositor i organista estatunidenc. Fou un, organista i director de cors de diverses esglésies presbiterianes del seu país, i des del 1906 fins al 1911 professor de teoria i història de la música en el Col·legi Whitworth, de Tacoma. Entre les seves composicions hi figuren: cants, trios, cors mixtes, música per a orgue, etc.